# Góry Ryfejskie
Góry Ryfejskie (łac. Rhipaeos Montes) – dawna nazwa Sudetów, funkcjonująca w Polsce jako nazwa zamienna wobec czeskiego Montes Bohemiae. 
Nazwa gór wymieniana była przez autorów starożytnych, np. Hekatajosa z Miletu i Ptolemeusza. Przypuszcza się, że pochodzi ona od łacińskiego słowa rhipaeus oznaczającego "burzliwy".
Według legend góry te zamieszkiwał stwór Liczyrzepa, Duch Karkonoszy, który opisywany jest jako postać przypominająca jelenia lub stary mężczyzna podpierający się kosturem. Nazwa stwora pochodzi od niemieckiego słowa Riphen Zabel zamienionego później na Rübenzahl. Nazwa Liczyrzepa jest próbą przetłumaczenia tego słowa na język polski, jednak uczeni twierdzą, że pochodzenie nazwy jest inne. Prawdopodobnie słowo Riphen Zabel pochodzi właśnie od dawnej nazwy Karkonoszy – Rhipaeos Montes.